# Antanas Smetona
Antanas Smetona (pronunciaciónⓘ, 10 de agosto de 1874 - 9 de enero de 1944) fue un político y escritor lituano, una de las figuras políticas más importantes de aquel país entre la Primera y Segunda Guerra Mundial. Fue el primer presidente de Lituania y su mandato duró desde el 4 de abril de 1919 al 19 de junio de 1920. Tuvo un segundo mandato entre el 19 de diciembre de 1926 y el 15 de junio de 1940, antes de que el país fuese ocupado y posteriormente anexado por la Unión Soviética.

## Biografía
Nacido en la aldea de Užulėnis, Taujėnai distrito rural de Ukmergė, Antanas Smetona estudió durante sus primeros años en Taujėnai. Tras graduarse del pre-Gymnasium de Palanga en 1893, pasó los exámenes de admisión del Seminario Diocesano Samogitia en Kaunas, con deseos de convertirse en un sacerdote católico, pero varias circunstancias cambiaron sus planes, y entró al Gymnasium de Jelgava en Letonia. Aquí, junto a Jonas Jablonskis y Vincas Kudirka entre otros, formó parte de una organización estudiantil secreta. Esta organización tenía una naturaleza nacionalista y antizarista. En otoño de 1896, organizó la resistencia estudiantil en contra de la asistencia obligatoria a la Iglesia Ortodoxa Rusa, y fue expulsado del Gymnasium, pero se le permitió seguir estudiando en el Gymnasium número 9, en San Petersburgo. 
Tras graduarse de este Gymnasium en 1897, Smetona entró a la Facultad de Derecho de la Universidad de San Petersburgo. Se unió a la Organización Estudiantil de la universidad, donde fue nombrado presidente. Se vio envuelto en la publicación y diseminación de libros lituanos. En dos ocasiones estuvo a punto de ser expulsado de la universidad, además fue arrestado y estuvo en prisión durante un corto periodo. Tras su graduación en 1902, trabajó en el Banco Agrícola de Vilna. Dos años más tarde se casó con Sofija Chodakauskaitė.

### Primeras actividades
Desde sus primeros días en Vilna, Smetona se involucró en las actividades de varios grupos nacionalistas lituanos, y se unió al Partido Demócrata Lituano, al que representó en el parlamento. Luego fue elegido para participar en el Presidium. En 1904 y 1907, trabajó en el periódico lituano Vilniaus Žinios, y en 1905-1906, editó el semanario Lietuvos Ūkininkas. En 1907, Smetona y el reverendo Juozas Tumas tuvieron la idea de crear un periódico llamado Viltis (La esperanza), y comenzaron a publicarlo. En Viltis, Smetona apoyó la unidad nacional; además se incorporó al Aušra, compañía que publicaba libros lituanos, fue miembro de la Mutual de Ayuda de Vilna, la Sociedad de Eruditos Lituanos, el Vilniaus aušra, Rytas, y la Sociedad de Arte de Rūta entre otras. En 1914, comenzó a publicar Vairas (El timón), una nueva revista bisemanal.

### Política

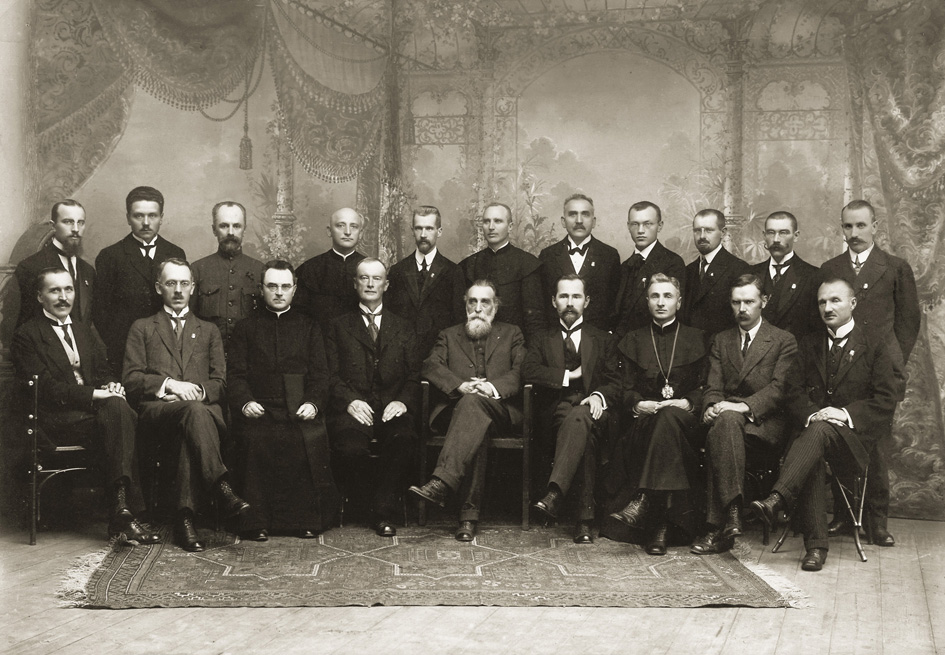
Antanas Smetona (sexto, de izquierda a derecha) en el Consejo de Lituania.

Durante la Primera Guerra Mundial, fue el vicepresidente, y posteriormente presidente, del Comité Central de Ayuda a víctimas de la guerra. En el verano de 1916, Antanas Smetona, junto a otros lituanos de Vilna, presentó una nota al encargado alemán del Frente Oriental, en donde exigía la independencia del estado lituano. El 6 de septiembre de 1917 comenzó a publicar el periódico Lietuvos Aidas, trabajando como editor. En el primer número del periódico, Smetona escribió que el objetivo más importante de Lituania era el restablecimiento de un estado independiente.
Entre el 18 y 22 de septiembre de 1917, participó en la Conferencia Lituana de Vilna, y fue elegido presidente (1917-1919) del Consejo de Lituania (posteriormente Consejo del estado). El 16 de febrero de 1918, Antanas Smetona firmó el Acta de Independencia de Lituania.
Entre diciembre de 1918 y marzo de 1919, vivió principalmente en Alemania y los países escandinavos, solicitando préstamos para la causa independentista de Lituania. El 4 de abril de 1919, el Consejo Estatal de Lituania eligió a Smetona como el primer presidente de la República de Lituania. El 19 de abril de 1920, la Asamblea Constituyente eligió a Aleksandras Stulginskis como presidente. Entre 1921 y 1924 editó varios periódicos, como Lietuvos balsas, Lietuviškas balsas y Vairas.

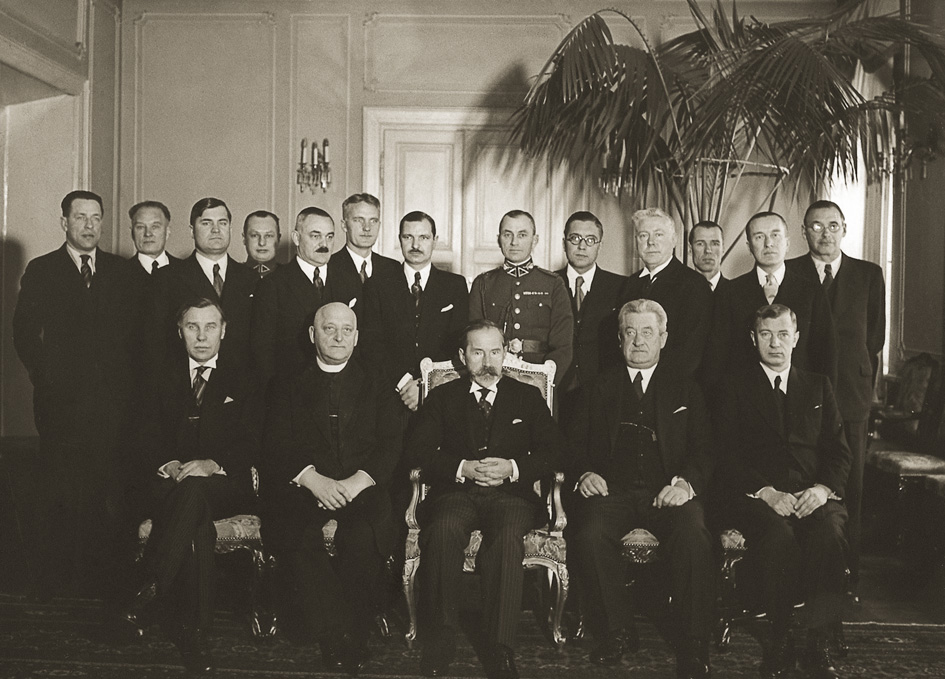
Antanas Smetona (al centro) junto a sus ministros.

Tras la Revuelta de Klaipėda en enero de 1923, en Memelland, fue nombrado comisario del lugar el 20 de febrero, pero debido a desacuerdos con el primer ministro Ernestas Galvanauskas, renunció a su puesto.
En noviembre de 1923, las autoridades encarcelaron a Smetona durant varios días por publicar un artículo sobre Augustinas Voldemaras en Vairas. Entre 1923 y 1927, trabajó como profesor auxiliar en la Universidad Vytautas Magnus - primero en el departamento de Teoría del Arte e Historia y luego en el de Filosofía. Dio clases sobre ética, filosofía antigua, y charlas sobre lingüística. Se convirtió en un profesor importante en la Universidad de Vilna en 1926. En 1932, recibió un PhD en la Universidad Vytautas Magnus.
Smetona participó en las actividades de la Lithuanian Riflemen's Union, lo cual le dio un mayor reconocimiento. Más de una vez, fue elegido para participar en su consejo. Entre 1924 y 1940, fue el vicepresidente del Banco Internacional, y uno de los miembros de varias compañías asociadas.

### Presidente autoritario

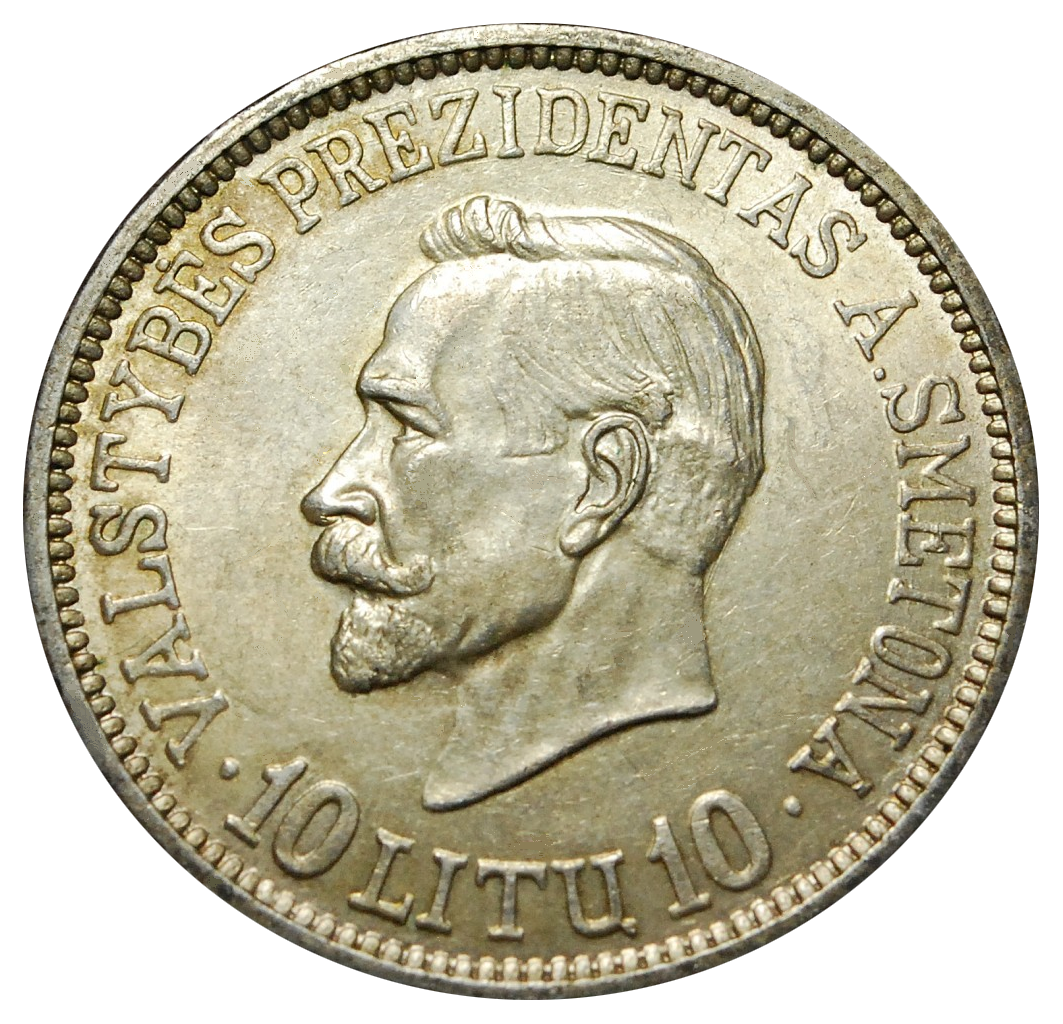
Moneda de 10 litas con el rostro de Smetona.

Antanas Smetona fue uno de los líderes del golpe de Estado de 1926, que depuso al presidente Kazys Grinius, y Smetona se convirtió nuevamente en presidente el 19 de diciembre de ese año. Hubo otras dos personas a cargo durante golpe, que comenzó el 17 de diciembre, antes que Smetona fuese nombrado presidente. Designó a Augustinas Voldemaras como primer ministro. Un año más tarde suprimió al parlamento, y el 15 de mayo de 1928, con la aprobación del gobierno, dictó una nueva constitución con mayores poderes presidenciales. En 1929, sacó a Voldemaras de su puesto y se convirtió en un gobernador autoritario. Fue reelegido como presidente en 1931 y 1938, y se mantuvo en el cargo hasta el 15 de junio de 1940.

### Exilio
Lituania fue ocupado por tropas soviéticas en 1940, como consecuencia del Pacto Ribbentrop-Mólotov de 1939 entre la Alemania Nazi y la Unión Soviética. Tras un ultimátum de la URSS en junio de ese año, Smetona propuso ofrecer resistencia armada a los soviéticos. La mayoría del gobierno y comandantes del ejército no estuvo de acuerdo con esto, y Smetona dejó a cargo al primer ministro Antanas Merkys, y el 15 de junio viajó junto a su familia a Alemania, y posteriormente a Suiza. Al día siguiente, Antanas Merkys anunció por radio a todo el país que había sustituido a Smetona en la presidencia, y que ahora él ocupaba el cargo. El 17 de junio de 1940, Merkys fue arrestado por los soviéticos. 
A comienzos de 1941, Smetona y su familia viajaron a Estados Unidos, y se estableció en Cleveland, Ohio, con la familia de su hijo Julius. Mientras estaba en exilio, escribió varios artículos, comenzó a escribir un trabajo sobre la historia de Lituania, y sus memorias. Smetona murió en un incendio en Cleveland, el 9 de enero de 1944, y fue enterrado ahí. Su esposa Sofija murió en Cleveland, el 28 de diciembre de 1968. En 1975, sus restos fueron trasladados del Cementerio Knollwood al Cementerio All Souls en Chardon, Ohio.